# Mogyoród, Pesta
Mogyoród  este un sat în districtul Gödöllő, județul Pesta, Ungaria, având o populație de 6.046 de locuitori (2011). 

## Demografie
Componența etnică a satului Mogyoród
     Maghiari (95,82%)
     Necunoscut (1,27%)
     Alții (2,91%)
Componența confesională a satului Mogyoród
     Romano-catolici (47,2%)
     Fără religie (15,88%)
     Reformați (9,58%)
     Luterani (2,22%)
     Atei (1,55%)
     Greco-catolici (1,09%)
     Necunoscută (22,03%)
     Alte religii (2,43%)
Conform recensământului din 2011, satul Mogyoród avea 6.046 de locuitori. Din punct de vedere etnic, majoritatea locuitorilor (95,82%) erau maghiari. Apartenența etnică nu este cunoscută în cazul a 1,27% din locuitori. Nu există o religie majoritară, locuitorii fiind romano-catolici (47,2%), persoane fără religie (15,88%), reformați (9,58%), luterani (2,22%), atei (1,55%) și greco-catolici (1,09%). Pentru 22,03% din locuitori nu este cunoscută apartenența confesională.